# Laytown-Bettystown-Mornington
Laytown-Bettystown-Mornington
Portmarnock er en irsk by i County Meath i provinsen Leinster, i den centrale del af Republikken Irland med en befolkning (inkl. opland) på 8.978 indb i 2006 (5.597 i 2002)
Byområdet består af de tre sammenvoksede og hastigt voksende småbyer Laytown (Irsk: An Inse), Bettystown (Irsk: Baile an Bhiataigh) og Mornington, der strækker sig langs kysten nord for County Dublin.